# 妖獣奇譚 ニンジャVSシャーク
『妖獣奇譚 ニンジャVSシャーク』（ようじゅうきたん - ）は、坂本浩一監督による日本のアクション映画。
2023年4月14日に公開された。W主演として、平野宏周と西銘駿が出演する。
2023年3月28日には、池袋シネマ・ロサにて、完成披露上映会が行われ、監督を務めた坂本浩一や、主役の平野宏周と西銘駿、ヒロイン役の長野じゅりあ、女忍者役の宮原華音、本作の敵役を演じる中村優一が登壇した。

## あらすじ
江戸時代、邪教集団・紅魔衆を率いる螭鮫士郎は不老不死の力を得るべく、沖津村で採れる真珠を村人たちから搾取していた。
ある日、村人が殺されたため、村長は村はずれに住む用心棒の潮崎小太郎に解決を依頼する。
くのいちの菊魔の妨害に加え、鮫士郎は忍法を用いてサメを小太郎にけしかけてくる。

## キャスト
- 潮崎小太郎 ‐ 平野宏周

沖津村の外れにある寺の用心棒。
- 信助 ‐ 西銘駿

- 螭鮫士郎 - 中村優一

邪教集団“紅魔衆”の首領。忍術を使い鮫を操ることができる。不老不死の力を得る為に、沖津村で採れる真珠を村人たちから強制的に搾取している。
- 沙代 - 長野じゅりあ
- 菊魔 - 宮原華音

小太郎を愛するくノ一
- - 桝田幸希
- - 岩田栄慶
- - 草場愛
- - 北出流星
- - 水野直
- - キャッチャー中澤
- - 渡部遼介
- - 白石優愛
- - 松原正隆
- - 倉金春
- - 玉城摩莉奈
- - 針原滋
- - 高園みほ
- - 青柳尊哉
- - 島津健太郎

## 制作
本作は特撮番組で知られる坂本浩一が監督を務めている。坂本はサイゾーとのインタビューの中で、サメ映画は突っ込みどころを楽しむジャンルだと思うので、ジェットコースターのように最初から最後まで楽しめる要素を詰め込みつつも、脚本や演出も調整したと話している。元々坂本はアメリカでホラー映画に携わることが多かったことに加え、息抜きにホラー映画やサメ映画を見ることが多かったものの、打診されてサメ映画を見直した際に映画の作りが予想外にしっかりしていたことに驚いたとも話している。その中で、坂本は『ロスト・バケーション』（2016年）が自分の持つイメージが近く、完成度も高かったため、CGチームともイメージを共有したと話している。またマンネリズムを打破するため、忍者を要素として加えた。

## スタッフ
- 監督 - 坂本浩一
- 脚本 - 足木淳一郎
- プロデューサー - 千葉善紀、平田樹彦、石川二郎
- 協力プロデューサー - 伊藤良一
- 音楽 - 河村利典
- 撮影 - Shu G.百瀬
- 照明 - 太田博
- 録音 - 高島良太
- 編集 - 目見田健
- 美術 - 佐々木記貴
- スタイリスト - チバヤスヒロ
- アクションコーディネーター - 和田三四郎
- VFXスーパーバイザー - 佐藤正晃
- ヘア・メイク - 菅原美和子
- 助監督 - 原島孝暢
- 特殊衣装制作 - 梶康伸、落合桂
- 特殊造型 - 小此木謙一郎
- 装飾 - 西村撤
- スチール - 伊藤尚

## 音楽
- 主題歌 - リオ・アスナブル「滄溟の誓 〜Oath of Great Blue〜」

## 公開
2023年4月15日に、本作の公開を記念して、東京都内にて舞台挨拶が行われ、坂本浩一監督や、平野宏周、西銘駿、中村優一、宮原華音が出席した。